# Carlos Alberto Aguilera
Carlos Alberto Aguilera Nova (ur. 21 września 1964) – urugwajski piłkarz, napastnik.
Aguilera rozpoczął karierę piłkarską w 1980, w klubie River Plate Montevideo. Od 1983 grał w klubie Club Nacional de Football, którego barwy reprezentował podczas turnieju Copa América 1983. Urugwaj zdobył tytuł mistrza Ameryki Południowej, a Aguilera zagrał we wszystkich 4 meczach grupowych z Chile i Wenezuelą, przy czym strzelił bramkę Wenezueli w meczu wyjazdowym. W półfinale zagrał w obu spotkaniach - w wyjazdowym meczu z Peru zdobył zwycięską bramkę, która ostatecznie dała awans do finału. Zagrał również w dwóch finałowych meczach z Brazylią i zdobył bramkę dającą remis w rewanżu. Wraz z Nacionalem dotarł do półfinału Copa Libertadores 1983 i Copa Libertadores 1984.
W 1985 przeniósł się na rok do kolumbijskiego klubu Independiente Medellín, po czym w 1986 znów wrócił do Nacionalu, którego barwy reprezentował podczas finałów mistrzostw świata w 1986 roku. Urugwaj dotarł do 1/8 finału, jednak Aguilera nie zagrał w żadnym meczu.
Po mistrzostwach znalazł się w Argentynie, w klubie Racing Club de Avellaneda, ale w 1987 kolejny raz wrócił do Nacionalu. I ten powrót był krótkotrwały, gdyż Aguilera wyjechał do Meksyku, by w sezonie 1987/88 grać w barwach klubu UAG Tecos. Od 1988 występował w barwach klubu CA Peñarol, z którym w 1989 zdobył mistrzostwo Urugwaju. Wziął także udział w turnieju Copa América 1989, gdzie Urugwaj zdobył tytuł wicemistrza Ameryki Południowej. Aguilera zagrał tylko w meczach fazy grupowej – z Ekwadorem, Boliwią, Chile i Argentyną.
W 1989 Aguilera przeniósł się do Europy, gdzie został piłkarzem włoskiego klubu Genoa CFC. Jako piłkarz genueńskiego klubu wziął udział w finałach mistrzostw świata w 1990 roku, gdzie Urugwaj dotarł do 1/8 finału. Aguilera wystąpił we wszystkich 4 meczach - z Hiszpanią, Belgią, Koreą Południową i Włochami.
W 1992 przeniósł się do AC Torino, z którym dotarł do finału Pucharu UEFA w sezonie 1991/92. W 1994 wrócił do Urugwaju, gdzie do końca kariery, czyli do 1999 roku, grał w klubie Peñarol. W ostatnich latach swej kariery pięciokrotnie zdobył tytuł mistrza Urugwaju – w 1994, 1995, 1996, 1997 i 1999.
Od 22 lutego 1982 do 16 listopada 1997 Aguilera rozegrał w reprezentacji Urugwaju 64 mecze i zdobył 22 bramki.
Aguilera miał znaczący udział w Pucharze Wyzwolicieli, w którym występował w barwach Nacionalu i Peñarolu. Łącznie od 1983 do 1998 rozegrał w ramach tego turnieju 45 meczów i zdobył 23 bramki.